# Guillermo Amor
Guillermo Amor Martínez (* 4. Dezember 1967 in Benidorm) ist ein ehemaliger spanischer Fußballspieler und heutiger Fußballtrainer. Er spielte zumeist im Mittelfeld.

## Karriere
Guillermo Amor startete seine Karriere beim FC Barcelona, wo er einer der Schlüsselspieler im Dream Team von Trainer Johan Cruyff war. Unter anderem wurde er spanischer Meister und Champions-League-Sieger mit den Katalanen. Amor bestritt insgesamt 564 Spiele im Trikot des FC Barcelona, damit ist er der Spieler mit den drittmeisten Einsätzen des Vereins (hinter Migueli mit 670 Spielen und Rexach mit 665 Spielen). Zur Saison 1998/99 wechselte Amor zum AC Florenz, wo er zwar regelmäßig eingesetzt wurde, sich jedoch nicht in den Stammkader spielen konnte. Zur Saison 2000/01 wechselte er dann zum FC Villarreal. Seine Karriere ließ er dann beim schottischen Klub FC Livingston ausklingen, wo er im Januar 2003 noch einen Halbjahresvertrag unterschrieb.
Nach seinem Karriereende unterschrieb er bei Barcelona einen Vierjahresvertrag, der ihn mitverantwortlich für die Jugendarbeit Barças machen sollte. Als sein Vertrag 2007 nicht verlängert wurde, entschloss er sich zu gehen.

## Nationalmannschaft
Während acht Jahren (1990–1998) war Amor einer der Stammspieler im Mittelfeld der spanischen Nationalmannschaft und bestritt insgesamt 37 Länderspiele. Sein erstes Spiel machte er am 14. November 1990 gegen die Tschechoslowakei (2:3). Er gehörte bei der EM 1996 und der WM 1998 zum Kader der Selección. Sein letztes Spiel für Spanien am 5. September 1998 in der EM-Qualifikation war ein bitteres, man verlor gegen Zypern mit 2:3.

## Erfolge
- Europapokal der Landesmeister: 1992
- Europapokal der Pokalsieger: 1989, 1997
- Europäischer Superpokalsieger: 1992, 1997
- Spanischer Meister: 1991, 1992, 1993, 1994, 1998
- Spanischer Pokalsieger: 1990, 1997, 1998
- Spanischer Superpokalsieger: 1991, 1992, 1994, 1996
- Teilnahme an der EM 1996 (3 Einsätze)
- Teilnahme an der WM 1998 (3 Einsätze)

## Autounfall
Am 16. Dezember 2007 war Amor in einen schweren Autounfall verwickelt. Er konnte das Krankenhaus jedoch schon nach einer Woche wieder verlassen.